# سيرجيو جيل (لاعب كرة قدم)
سيرجيو جيل (بالإسبانية: Sergio Gil)‏ هو لاعب كرة قدم إسباني في مركز الوسط، ولد في 10 مايو 1996 في سرقسطة في إسبانيا. لعب مع ريال سرقسطة.

## وصلات خارجية
- سيرجيو جيل على موقع قاعدة بيانات كرة القدم.إي يو (الإنجليزية)
- سيرجيو جيل على موقع Soccerway.com (الإنجليزية)
- سيرجيو جيل على موقع AS.com (الإسبانية)